# Sasnouka (rejon oktiabrski)
Sasnouka (biał. Сасноўка; ros. Сосновка, Sosnowka; pol. hist. Sosnówka) – wieś na Białorusi, w obwodzie homelskim, w rejonie oktiabrskim, w sielsowiecie Krasnaja Słabada, nad Oressą.